# Якубовиці (Люблінське воєводство)
Якубовиці (пол. Jakubowice) — село в Польщі, у гміні Аннополь Красницького повіту Люблінського воєводства.
Населення — 134 особи (2011).
У 1975-1998 роках село належало до Тарнобжезького воєводства.

## Демографія
Демографічна структура станом на 31 березня 2011 року:
|          | Загалом | Допрацездатний вік | Працездатний вік | Постпрацездатний вік |
| -------- | ------- | ------------------ | ---------------- | -------------------- |
| Чоловіки | 63      | 19                 | 40               | 4                    |
| Жінки    | 71      | 20                 | 37               | 14                   |
| Разом    | 134     | 39                 | 77               | 18                   |